# Joseph Frings
Pour les articles homonymes, voir Frings.
Josef Frings, souvent par la suite nommé Joseph Frings, né le 6 février 1887  à Neuss et mort le 17 décembre 1978 à Cologne, fut un cardinal allemand, archevêque de Cologne de 1942 à 1969. Connu pour son opposition au régime nazi, il joua également un rôle important au concile Vatican II où son conseiller théologique fut le futur pape Benoît XVI.

## Premières années et période nazie
Joseph Frings était le deuxième des huit enfants du fabricant de tissus Henrich Frings et de son épouse Maria, née Sels. Il commença à étudier la théologie catholique à Munich en 1905, puis à Innsbruck, Fribourg-en-Brisgau et Bonn. À Fribourg, il fit partie de la Bavaria, l'association des étudiants catholiques. Ordonné prêtre à Cologne en 1910, il travailla d'abord comme vicaire à Köln-Zollstock jusqu'en 1913. Suivit un séjour à Rome pour ses études jusqu'en 1915. En 1916 il passa à Fribourg le doctorat en théologie. De 1915 à 1922 il fut curé de la paroisse catholique de Sainte-Marie à Köln-Fühlingen, de 1922 à 1924 il dirigea un orphelinat à Neuss, et de 1924 à 1937 il fut curé de Saint-Joseph à Köln-Braunsfeld. Ensuite, de 1937 jusqu'à 1942, il fut regens du séminaire archiépiscopal à Bensberg.
Alors que personne ne s'y attendait, il fut nommé le 1er mai 1942 archevêque de Cologne, diocèse qu'il administra jusqu'en 1969. Sa consécration épiscopale eut lieu dans la cathédrale de Cologne le 21 juin 1942 et lui fut donnée par le nonce apostolique en Allemagne, l'archevêque Cesare Orsenigo. Le régime national-socialiste avait interdit à la presse allemande d'en faire état ; mais les catholiques de Cologne s'arrangèrent pour en parler dans des petites annonces privées. Aussi la presse internationale fut-elle représentée à la cérémonie, si bien que hors d'Allemagne, les gens furent ainsi informés dans de nombreux endroits. La persécution contre les juifs fut qualifiée publiquement par Frings d'« injustice qui criait vengeance au Ciel », mais sa popularité le préserva des représailles. Bien sûr, la Gestapo ne cessait d'observer tous ses faits et gestes en se servant d'informateurs, dont certains appartenaient à l'Église.

## Après-guerre
Comme curé de Braunsfeld, avant la Seconde Guerre mondiale, il était entré en relations avec Konrad Adenauer, premier bourgmestre de Cologne à ce moment-là. Selon ce dernier, Frings avait des idées fausses sur l'éducation des enfants. Jusqu'à l'époque où Adenauer devint chancelier et Frings cardinal, les rapports entre eux ne furent guère chaleureux.

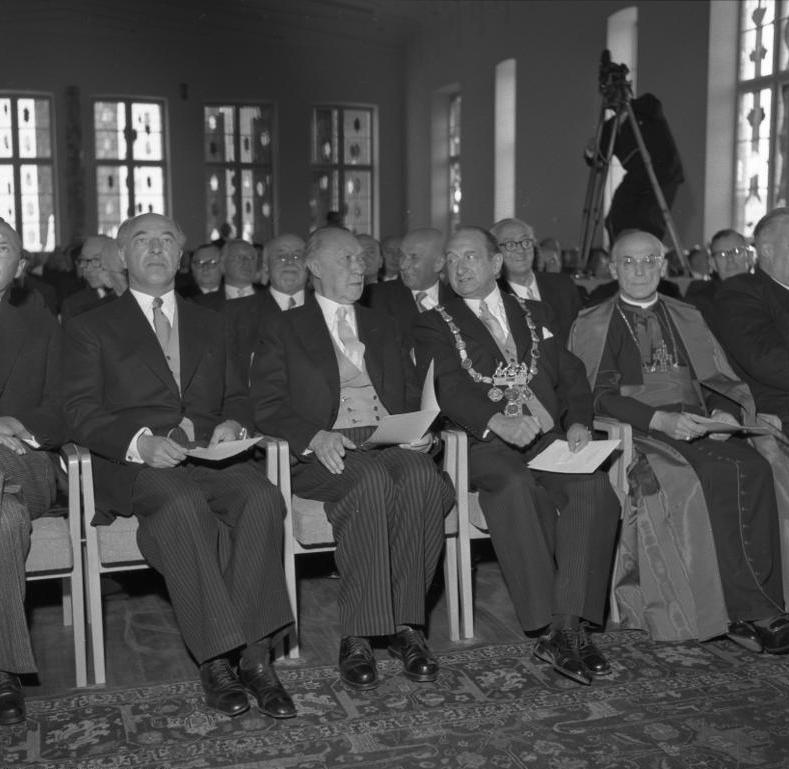
Inauguration du Gürzenich à Cologne le 2 octobre 1955 : le cardinal Frings (à droite) et le chancelier Adenauer (deuxième en partant de la gauche).

Pendant que se tenaient les consultations sur la Loi fondamentale, Frings écrivit en novembre 1948 une lettre à Konrad Adenauer pour adhérer à la CDU, mais il s'en retira dès mai 1949. Comme on supposait que son départ était lié à ce que, selon lui, dans la Loi fondamentale les intérêts de l'Église étaient trop peu pris en compte, il justifia sa démarche en rappelant que le Concordat interdisait aux ecclésiastiques catholiques de s'affilier à des partis politiques.

## Cardinal
La maxime de ses armoiries disait : Pro hominibus constitutus (en latin : « Mis en place pour les hommes »). Le 21 février 1946, en même temps que le comte Konrad von Preysing et le comte Clemens August von Galen, il fut créé cardinal par Pie XII. Cardinal-prêtre, il reçut le titre de San Giovanni a Porta Latina. De 1945 jusqu'en 1965 il présida la Conférence épiscopale allemande réunie régulièrement à Fulda. En 1948 il fut nommé par Pie XII haut-protecteur des réfugiés.
Frings fut en 1954 à l'origine du parrainage qui existe jusqu'à aujourd'hui entre l'archevêché de Cologne et celui de Tokyo. Il s'agit d'un des premiers parrainages entre évêchés à l'intérieur de l'Église catholique. En 1958 il fut l'initiateur et le cofondateur de l'œuvre de bienfaisance « Misereor ». Une autre œuvre de bienfaisance, « Adveniat », est issue d'une proposition qu'il fit publiquement en 1961.

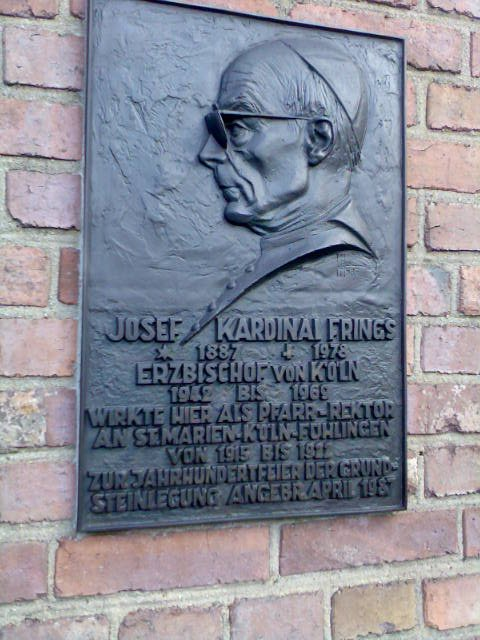
Plaque à la mémoire de Joseph Frings, paroisse de Cologne-Fühlingen.

Dans la perspective du deuxième concile du Vatican, Frings avait prononcé à Gênes une conférence sous le titre Le Concile Vatican II face à la pensée moderne. Comme le pape Jean XXIII avait par la suite reçu le manuscrit de la conférence pour le lire, il fit appeler Frings au Vatican pour une audience. Frings, qui n'était pas trop sûr que son allocution eût plu au saint-père, s'adressa avec humour et dans son dialecte de Cologne à son secrétaire, Hubert Luthe, futur évêque d'Essen : « Passez-moi encore une fois ma cape rouge. Qui sait si ce n'est pas pour la dernière fois ? » Mais au contraire le pape avait été enthousiasmé de ce qu'avait dit le cardinal et il lui réserva une réception cordiale.
Frings participa comme évêque au deuxième concile du Vatican  (1962-1965) et fut parmi les dix membres du Praesidium. Dans la séance d'ouverture du concile (la première Congrégation générale), il prononça un discours en latin où il réclama un délai pour que les pères conciliaires pussent faire connaissance les uns avec les autres avant de prendre des décisions sur la composition des commissions, ce qui empêcha que le concile se déroulât d'après l'ordre du jour prévu par la Curie. Il prononça aussi un discours rédigé en grande partie par Joseph Ratzinger, le futur Benoît XVI, qui était son consultant (ou peritus) en théologie pour le concile. Ce texte traitait du Saint-Office, défini comme trop conservateur  tel qu'il était dirigé par le cardinal Ottaviani. Les suites en furent considérables car elles aboutirent à transformer radicalement l'administration de la Congrégation pour la Doctrine de la Foi.
En 1952 le président allemand Theodor Heuss décerna à Joseph Frings la grand-croix de l'ordre du Mérite de la République fédérale d'Allemagne. Il devint philistin d'honneur du Katholische Studentenverein Arminia à Bonn et du Katholische Studentenverein Rhenania à Innsbruck, et le 3 mai 1967 membre honoraire de l'Akademische Vereiningung Rheinstein à Cologne. Il renonça à sa charge épiscopale en février 1969 pour raison d'âge. Sa vue ne cessa de baisser jusqu'à le rendre presque complètement aveugle.
Frings est le seul archevêque de Cologne à laquelle la ville de Cologne ait conféré la citoyenneté d'honneur ; cette récompense lui fut accordée en 1967. La même année, il reçut la citoyenneté d'honneur de Bad Honnef et celle de Neuss, sa ville natale. À Cologne la rue où se trouve actuellement le palais archiépiscopal a été rebaptisée Kardinal-Frings-Straße (rue du Cardinal-Frings).

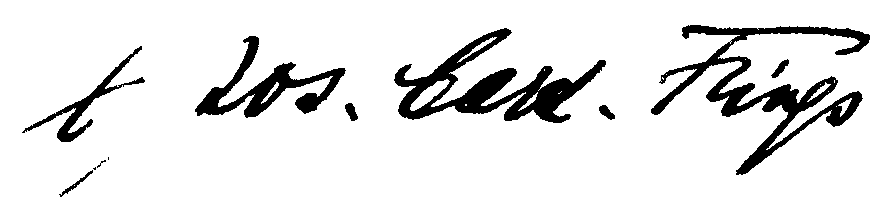
Signature de Joseph Frings (1955)

Il mourut le 17 décembre 1978 et fut inhumé dans la crypte de la cathédrale de Cologne, où reposent les archevêques. Son successeur au siège de Cologne fut Joseph Höffner.
L´école Erzbischöfliches Gymnasium Beuel à Bonn, qui a été fondée par Frings en 1964, était baptisée Kardinal-Frings-Gymnasium le 8 décembre 1979. En juin 2006, la Südbrücke (pont du Sud) qui relie Düsseldorf et Neuss devint en son honneur Joseph-Kardinal-Frings-Brücke.

## Sermon de la Saint-Sylvestre
Frings s'est immortalisé avec le verbe fringsen, utilisé en allemand pour parler de « Mundraub (de). Cet usage remonte à son sermon de la Saint-Sylvestre 1946 dans l'église Saint-Engelbert, à Köln-Riehl, où il évoquait les pillages des trains transportant du charbon et le mauvais approvisionnement dans un hiver rigoureux :

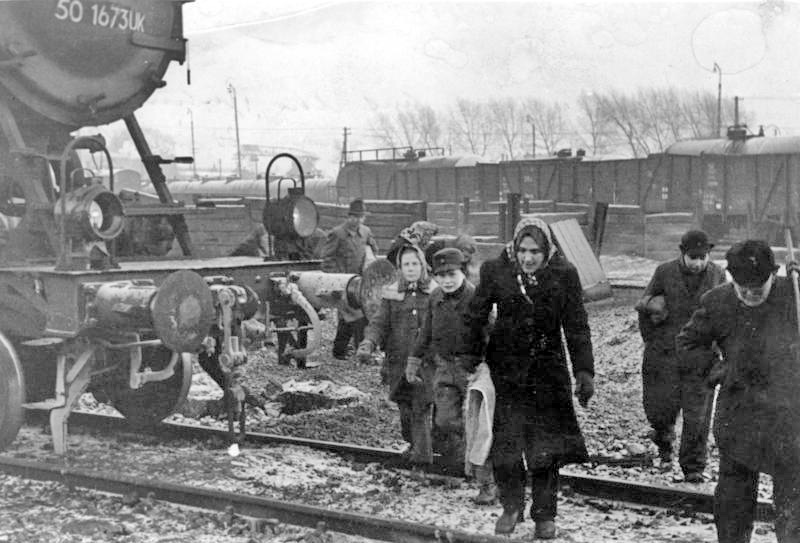
Civils allemands dérobant du charbon, hiver 1946-1947

« Nous vivons en des temps où la misère est telle qu'un particulier a le droit de prendre ce dont il a besoin pour sa vie et pour sa santé, s'il n'y a pas pour lui d'autre moyen de se le procurer par son travail ou en mendiant. »
À la suite de cela on se mit à appeler fringsen à Cologne, et plus tard dans toute l'Allemagne, le système D qui servait à se procurer de quoi manger et se chauffer. Cependant la phrase suivante du sermon était celle-ci :
« Malheureusement je crois que trop souvent on a passé les limites. Et en pareil cas il n'y a qu'une chose à faire: rendre immédiatement ce qui a été mal acquis, autrement il n'y aura aucun pardon de la part de Dieu. »
Mais cela, on n'y fit guère attention. Lors de la cérémonie pour le changement de nom de la Südbrücke sur le Rhin à Düsseldorf, on proposa comme action de bienfaisance originale un « retour au fringsen », grâce auquel on put acheter des briquettes en faveur de nécessiteux.

## Anecdotes
Né dans la grande bourgeoisie et ayant bénéficié d'une éducation parfaite, Frings était pleinement conscient de son rang et du respect qu'on lui devait, particulièrement vis-à-vis des forces d'occupation britanniques. Cela ne l'empêchait pas d'être très populaire puisqu'il était un authentique enfant de la région rhénane et doué d'un humour bon enfant. Son énorme popularité apparaît dans les nombreuses anecdotes à son sujet, toujours racontées en dialecte rhénan. 
En compagnie de l'évêque de Münster, le comte von Galen, Frings fit pendant l'hiver 1946 le voyage à Rome pour y recevoir le chapeau de cardinal. Le mauvais temps empêchant l'avion militaire britannique de décoller, les soldats britanniques conduisirent d'abord l'évêque en voiture pour qu'il continuât ensuite en train. Après qu'il fut resté bloqué plusieurs fois dans la boue des mauvaises routes, qu'il eut dû passer la nuit dans la voiture et que le train qu'il comptait prendre à Karlsruhe lui eut fait faux bond, il dit dans son énervement à l'officier supérieur qui l'accompagnait : « Mon général, j'arriverai bien à vivre sans être cardinal. S'il vous plaît, reconduisez-moi à Cologne. » Cela dut faire quelque chose car tout à coup tout alla mieux. 
Un jour, à l'occasion d'un Katholikentag, le prélat Mund avait organisé une messe pontificale en plein air, mais voilà qu'une violente tempête se déchaîna et tout finit dans le plus grand désordre. Frings se contenta de dire : « Sic transit gloria mundi ». Après un discours académique on lui reprocha d'avoir tenu des propos tout à fait différents de ceux qui étaient les siens avant son sacre épiscopal et qui étaient plus libéraux. Et Frings de répliquer : « Devenez un jour évêque, et alors vous non plus vous ne répéterez plus tout ce que vous avez dit auparavant ! » Interrogé un jour sur sa mauvaise vue, il aurait répondu en Kölsch : « Bien voir, c'est difficile, mais mal entendre, ça c'est facile. ».

## La Kardinal-Frings-Gesellschaft

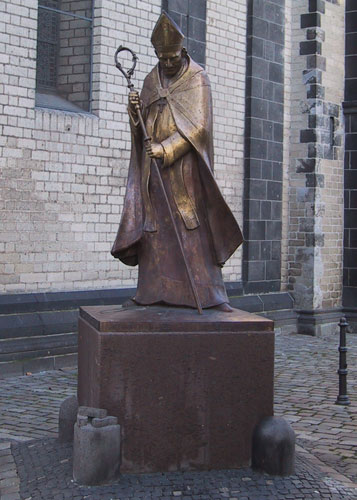
Statue du cardinal Frings dans sa ville natale de Neuss

En 1996 trois citoyens de Neuss, la ville natale de Frings, Carsten Greiwe, Ralph Roeb et Sebastian Rosen prirent l'initiative d'y fonder la Josef-Kardinal-Frings-Gesellschaft. Le but de la société est d'explorer scientifiquement la vie et l'œuvre du cardinal Frings et de la faire connaître à un large public. La société publie le journal scientifique Carbones.
Le 12 août 2000, le cardinal Joachim Meisner, protecteur de la Kardinal-Frings-Gesellschaft, inaugura à Neuss le monument que celle-ci avait fait ériger.

## Succession apostolique
Joseph Frings a ordonné les évêques suivants :
- Évêque Johannes Joseph van der Velden (de) (1943)
- Évêque Michael Keller (de) (1947)
- Évêque Ferdinand Dirichs (de) (1947)
- Archevêque Wendelin Rauch (de) (1948)
- Évêque Wilhelm Kempf (de) (1949)
- Évêque Peter Kelleter (de), C.S.Sp. (1950)
- Évêque Wilhelm Cleven (de) (1951)
- Évêque Hermann Westermann (de), S.V.D. (1951)
- Évêque Johannes Pohlschneider (de) (1954)
- Évêque Franziskus Demann (de) (1957)
- Évêque Helmut Hermann Wittler (de) (1957)
- Évêque Bernard Schilling (de), S.V.D. (1960)
- Évêque Augustinus Frotz (de) (1962)
- Archevêque Bruno Wüstenberg (1966)

## Œuvres
- (de) Die Einheit der Messiasidee in den Evangelien. Ein Beitrag zur Theologie des Neuen Testaments, Mainz, Kirchheim, 1917Zugl.: theol. Diss. Friburg/Br. 1916
- (de) Grundsätze katholischer Soziallehre und zeitnaher Folgerungen, Cologne, 1947.
- (de) Verantwortung und Mitverantwortung in der Wirtschaft. Was sagt die katholische Soziallehre über Mitwirkung und Mitbestimmung?, Cologne, Bachem, 1949.
- (de) Das Verhältnis der Kirche zu den Juden im Lichte des Zweiten Vatikanischen Konzils, Köln, 1970.
- (de) Für die Menschen bestellt. Erinnerungen des Alterzbischofs von Köln (Autobiographie), Cologne, Bachem, 1973.